# フランスベッドホールディングス
フランスベッドホールディングス株式会社（英: FRANCE BED HOLDINGS CO.,LTD.）は、東京都新宿区に本社を置く持株会社である。

## 沿革
- 2004年（平成16年）3月30日 - 株式移転により、フランスベッドホールディングス株式会社を設立。東京証券取引所、大阪証券取引所各1部に上場。
- 2009年（平成21年）3月18日 - 大阪証券取引所上場廃止。
- 2011年（平成23年） - 本社を百人町から西新宿の新宿スクエアタワーに移転。

## 連結子会社
- フランスベッド
- フランスベッドファニチャー
- フランスベッド販売
- エフビー友の会
- 東京ベッド
- France bed International（Thailand）Co.，ltd.